# Јагстцел
Јагстцел (њем. Jagstzell) општина је у њемачкој савезној држави Баден-Виртемберг. Једно је од 42 општинска средишта округа Осталб. Према процјени из 2010. у општини је живјело 2.438 становника. Посједује регионалну шифру (AGS) 8136035.

## Географски и демографски подаци
Јагстцел се налази у савезној држави Баден-Виртемберг у округу Осталб. Општина се налази на надморској висини од 424 метра. Површина општине износи 38,0 km². У самом мјесту је, према процјени из 2010. године, живјело 2.438 становника. Просјечна густина становништва износи 64 становника/km².